# Halouny
Halouny jsou vesnice, část obce Svinaře v okrese Beroun ve Středočeském kraji. Nachází se asi 1,4 kilometru východně od Svinař. Vesnicí prochází Halounský potok.

## Historie
První písemná zmínka o vesnici pochází z roku 1849. Ves náležela k liteňskému panství do roku 1848, tedy do zániku patrimoniální správy.
Ve dvacátých letech 20. století byla obec vyhledávanou trampskou oblastí. V její blízkosti vznikaly trampské osady, mezi nejznámější patřila osada El Paso u jezírka v lomu, které ovšem byly zničeny, částečně rozšířením vojenského výcvikového prostoru Jince.

## Obyvatelstvo
| Rok            | 1869 | 1880 | 1890 | 1900 | 1910 | 1921 | 1930 | 1950 | 1961 | 1970 | 1980 | 1991 | 2001 | 2011 | 2021 |
| -------------- | ---- | ---- | ---- | ---- | ---- | ---- | ---- | ---- | ---- | ---- | ---- | ---- | ---- | ---- | ---- |
| Počet obyvatel | 348  | 343  | 271  | 273  | 242  | 257  | 286  | 168  | 150  | 112  | 87   | 53   | 46   | 160  | 399  |
| Počet domů     | 45   | 44   | 44   | 45   | 43   | 45   | 52   | 59   | 59   | 45   | 37   | 35   | 38   | 70   | 138  |

## Turistické cesty
Část katastrálního území obce zasahuje do přírodního parku Hřebeny.
V obci je rozcestník tří značených turistických cest. Obcí prochází  z Řevnic do Litně. Z rozcestníku odbočuje  do Zadní Třebaně a do Karlštejna,  do Řevnic a dále do Kytina.
Na žlutě značené turistické cestě se nachází socha svatého Izidora.

## Galerie

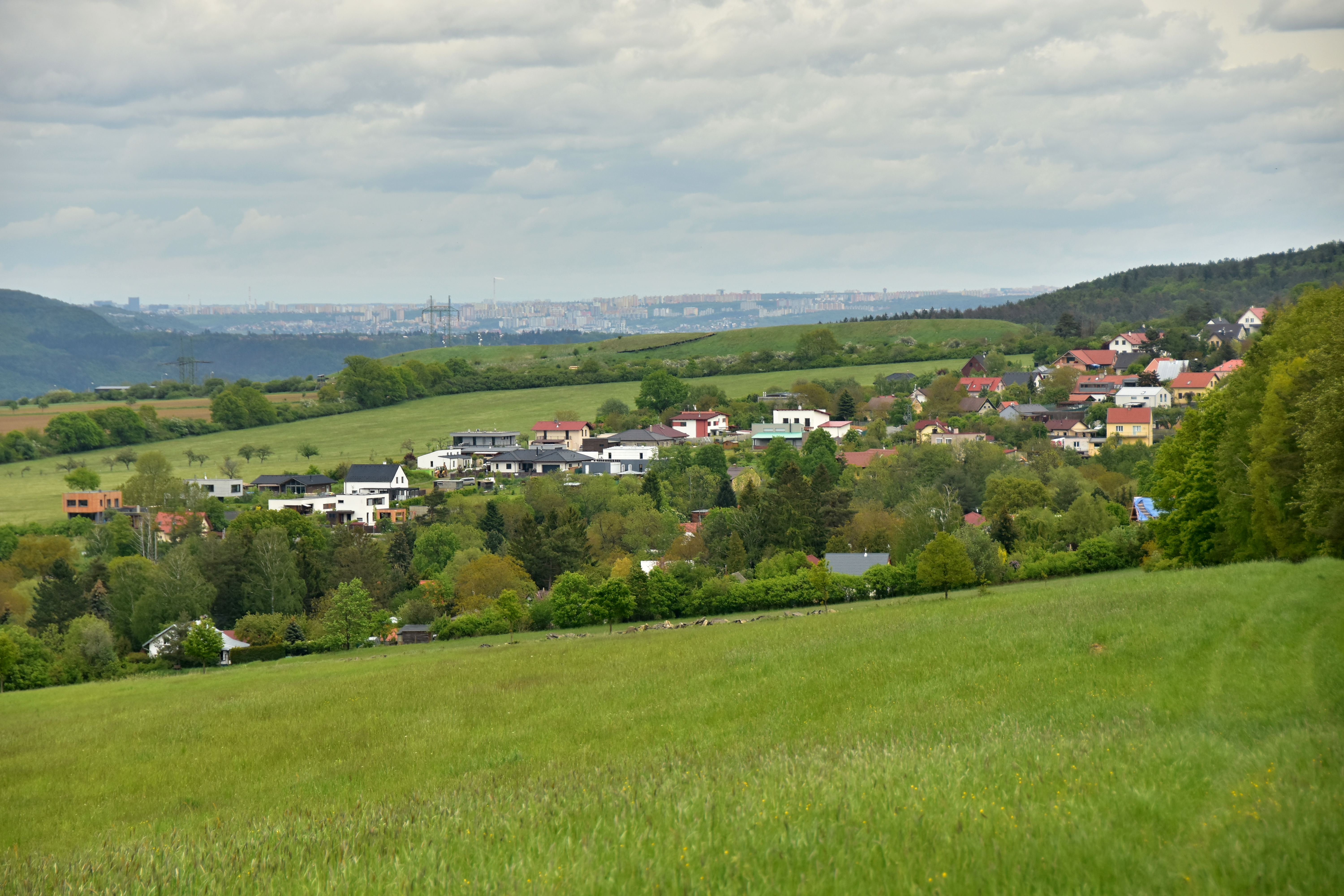
Halouny - pohled z  jihozápadu
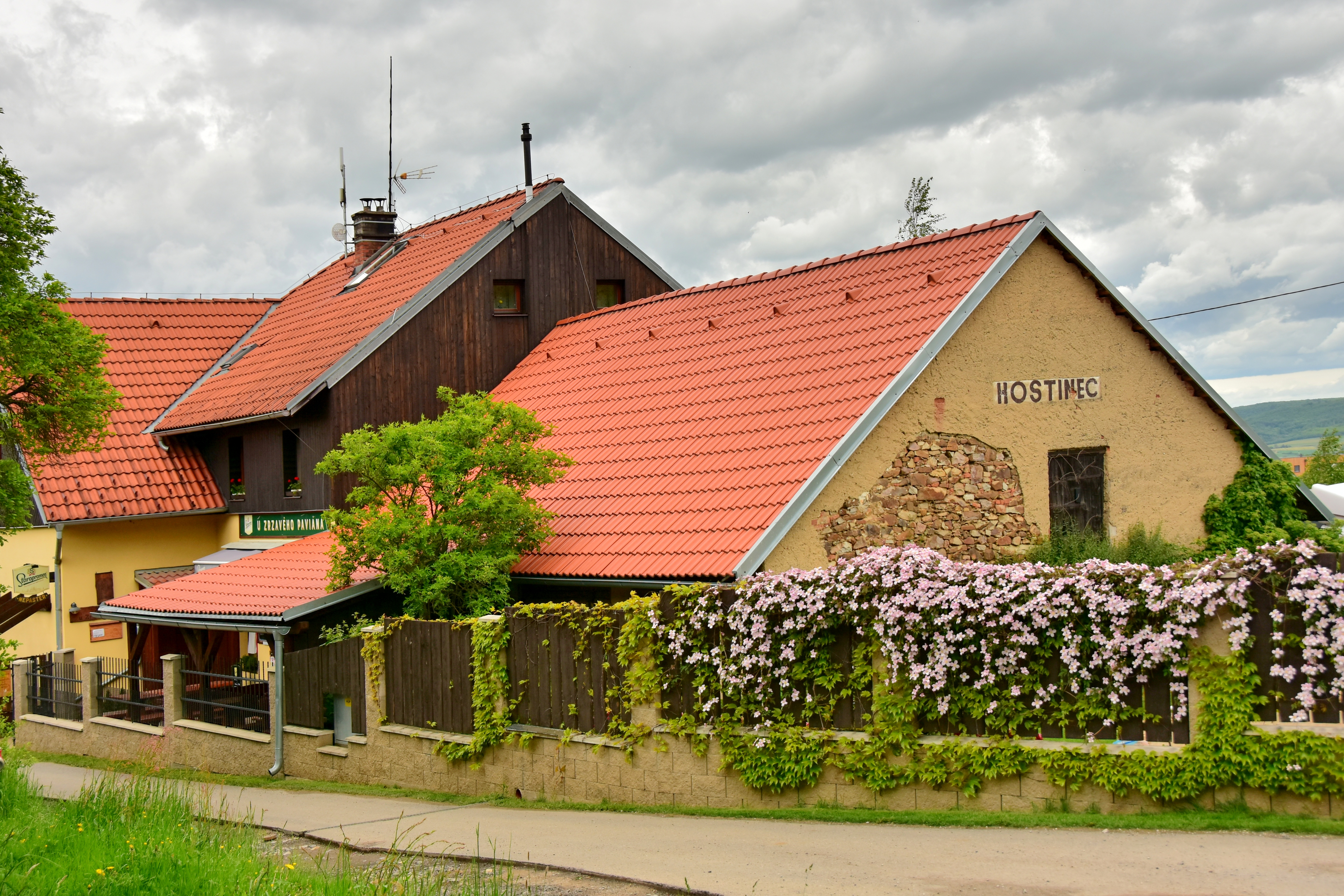
Hospoda U Zrzavého paviána
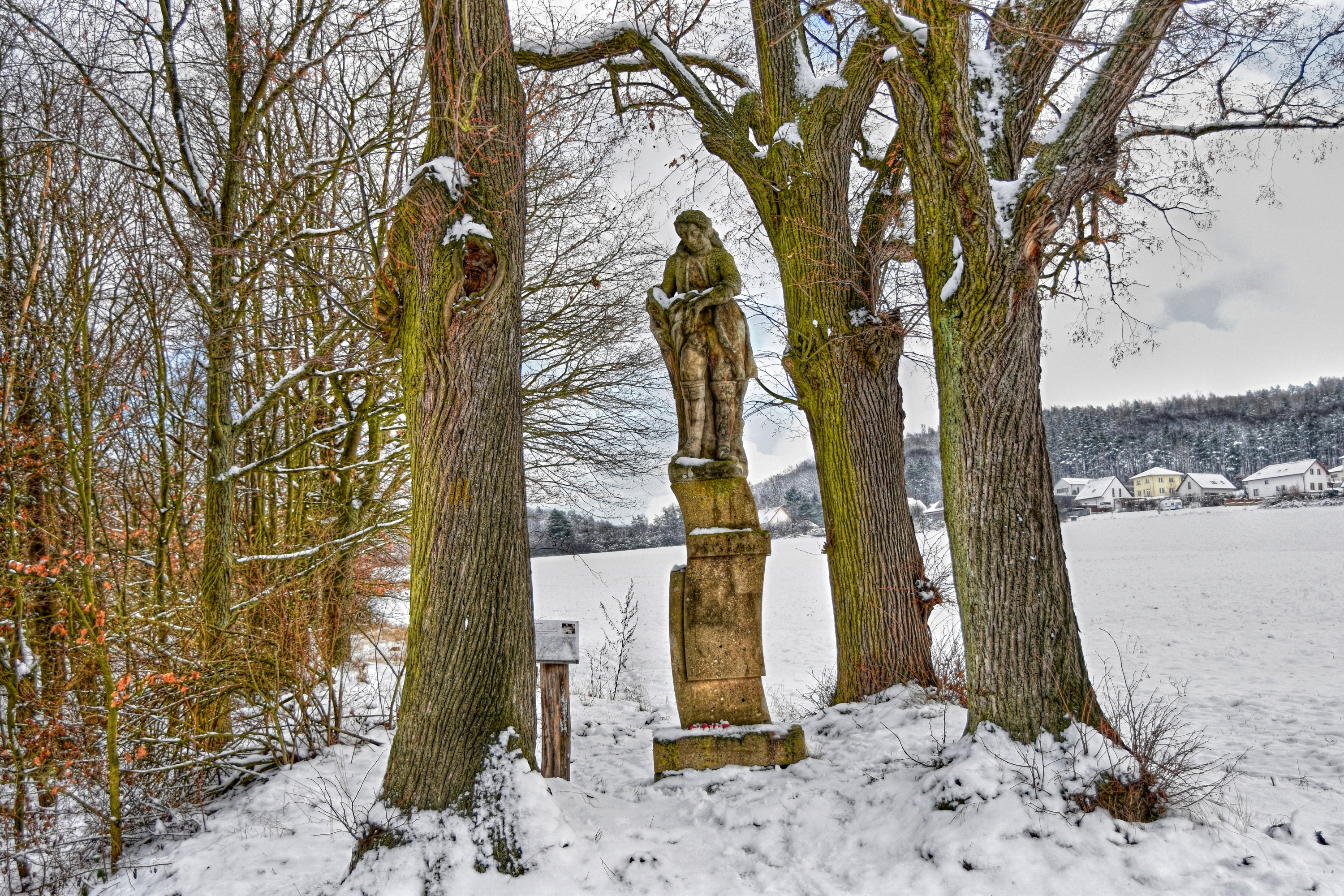
Socha svatého Isidora na okraji Haloun